# 유정 (종정)
유정(劉丁, ? ~ ?)은 전한 후기의 황족이자 관료이다.

## 생애
오봉 2년(기원전 56년), 종정에 임명되었다.

## 출전
- 반고, 《한서》 권19하 백관공경표(百官公卿表) 下

| 전임 유덕 | 전한의 종정 기원전 56년 ~ 기원전 48년? | 후임 유갱생 |